# Gylden stumpnæseabe
Den gyldne stumpnæseabe (Rhinopithecus roxellana) er en primat i gruppen slankaber (Colobinae), der lever i bjergskove i det centrale og sydvestlige Kina. beliggende i mellem 1.500 og 3.400 m.o.h. Den lange pels og buskede hale gør aben i stand til at tåle vintertemperaturer ned til minus 5 °C. Ansigtet er gustenblegt med en markant opstoppernæse. Hanner har sort pels på ryggen. Under fødesøgningen færdes den gyldne stumpnæseabe i mindre grupper med en enkelt han og flere hunner. Med en vægt på op til 18-20 kilogram kan hanner veje op til dobbelt så meget som hunner. Kropslængden er 54-71 centimeter med en lige så lang hale. Bestanden trues af skovfælding og jagt for pelsens skyld.